# Adaptatie (biologie)

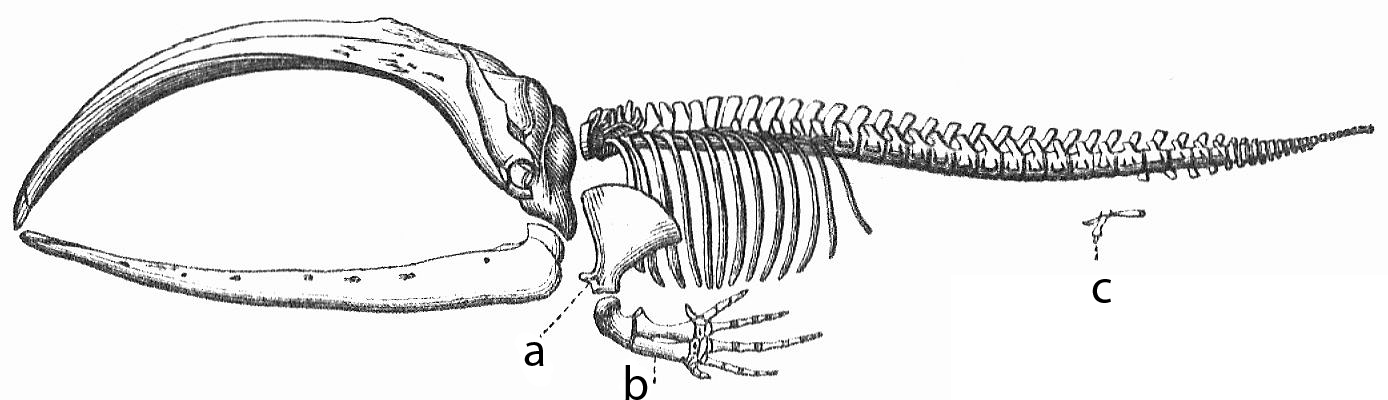
Het skelet van een baleinwalvis. a en b zijn de botten van vinnen. Vinnen van walvissen zijn adaptaties ontstaan uit voorpoten. c geeft de kleine rudimentaire botten van achterpoten aan.

Adaptaties of (ecologische) aanpassingen zijn erfelijke veranderingen in morfologische structuren, fysiologische eigenschappen of gedrag van individuen binnen een populatie, die deze organismen een evolutionair voordeel geven, zoals bij de voortplanting of de zorg voor nakomelingen. 
Spandrels zijn de toevallig optredende mutaties die organismen geen merkbaar selectief voordeel, maar ook geen nadeel geven.
Hiernaast staat nog de fenotypische plasticiteit: het vermogen van veel organismen om zijn fenotype aan te passen als reactie op actuele omgevingsfactoren. Dit vermogen tot aanpassing is erfelijk, maar hoe de aanpassing plaatsvindt hangt af van de plaatselijke omstandigheden.
Het ontstaan van adaptaties is onderdeel van evolutie. Door de continue vorming van mutaties (spandrels, willekeurige en ongerichte veranderingen in erfelijke eigenschappen) ontstaan van generatie op generatie verschillen tussen individuen en populaties van dezelfde soort. Door natuurlijke selectie zullen de varianten die beter in staat zijn zich voort te planten en voor het nageslacht zorg te dragen een steeds groter deel van de populatie uit gaan maken. Voorbeelden bij planten zijn de variatie winterhardheid, moment van kieming, bloemkleur en fenotypische plasticiteit.
Een adaptatie kan zowel de ontwikkeling van een nieuwe eigenschap als het verlies van een oude zijn. In de evolutie van walvissen uit op het land levende voorouders is bijvoorbeeld het verlies van poten een adaptatie, dit bood voordeel omdat poten in het water slechts tot last zijn. Soms zijn van weggeëvolueerde eigenschappen nog wel rudimenten te vinden, zoals de staartwervels bij de mens of bij walvissen de kleine botjes op de plek waar voorouders poten hadden. Wanneer zulke overblijfsels geen functie meer hebben worden ze rudimentaire structuren genoemd.
Adaptaties komen in de vorm van geleidelijke verandering van bestaande structuren of van fysiologische eigenschappen. Soms zijn nieuwe eigenschappen geen gewone adaptaties maar het gevolg van een verandering in functie van een bepaalde structuur of een bepaald orgaan. Dit worden exaptaties genoemd. Structuren met vergelijkbare opbouw kunnen in verwante organismes daarom verschillende functies hebben, als gevolg van verschillende adaptaties van een bepaalde structuur in een gemeenschappelijke voorouder. Een voorbeeld daarvan is de vleugel van vogels en de hand van primaten die geen van beiden meer de oorspronkelijke, ondersteunende, functie hebben.